# Johann Georg Fock

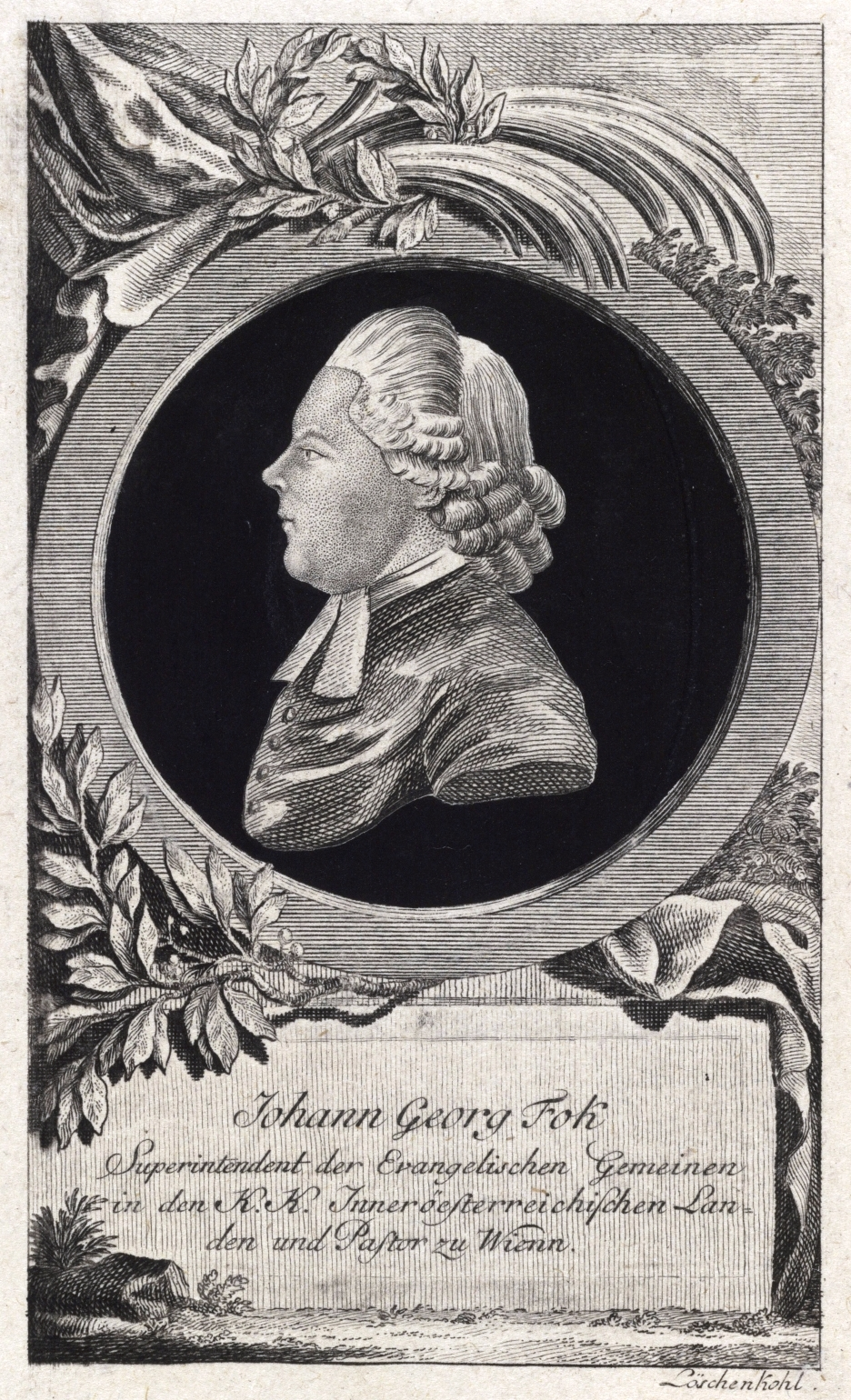
Johann Georg Fock, Stich von Hieronymus Löschenkohl

Johann Georg Fock (* 16. November 1757 in Neumünster; † 3. August 1835 in Kiel) war ein deutschsprachiger dänischer evangelisch-lutherischer Theologe. 

## Leben
Johann Georg Fock arbeitete nach dem Studium an der Universität Kiel zuerst als Hauslehrer und wurde 1779 Rektor in Neumünster. 1782 kam er als Prediger einer dänischen Gesandtschaft nach Wien. Als sich durch das Toleranzpatent Kaiser Josephs II. die Evangelische Kirche Augsburgischen Bekenntnisses (A. B.) in Österreich konstituierte, wurde Fock 1783 der erste Pfarrer der Lutherischen Stadtkirche in Wien und der erste Superintendent der Evangelischen Superintendentur A. B. Wien. Die Wiener Superintendentur war damals eine von vier Diözesen der Evangelischen Kirche A. B. und umfasste auch die evangelisch-lutherischen Pfarrgemeinden in Nieder- und Innerösterreich. 1794 gründete Johann Georg Fock zusammen mit seinem evangelisch-reformierten Amtskollegen Carl Wilhelm Hilchenbach eine gemeinsame evangelische Schule in Wien. 
Fock gab 1796 seine Ämter in Wien auf und ging nach Kiel, wo er bis zu seinem Tod als Hauptpastor der Nikolaikirche tätig war. Sein Nachfolger in Wien wurde Johann Joachim Susemihl. 1811 wurde Fock Propst der neu geschaffenen Propstei Kiel. In beiden Ämtern folgte ihm 1835 Claus Harms nach.

## Ehrungen
Fock wurde 1811 mit dem Dannebrogorden und 1830 mit der Ehrendoktorwürde der Universität Kiel ausgezeichnet. In Kiel wurde 1903 die Fockstraße im Stadtteil Südfriedhof nach Johann Georg Fock benannt.

## Schriften
- Predigt bey feyerlicher Eröfnung des öffentlichen Gottesdienstes der Evangelisch-Lutherischen Gemeine in Wien und dem Antritte des öffentlichen Lehramtes an dieser Gemeine den 3. August, als am 7ten Sonntage nach Trinitatis 1783. In der vormaligen königlich-dänischen Gesandtschaftskapelle gehalten. Wien 1783
- Der evangelische Christ: ein Buch zur Belehrung, Erbauung und Befestigung der christlichen Religion. Pressburg 1784
- Vorrede. In: Georg Ernst Waldau: Geschichte der Protestanten in Oesterreich, Steiermark, Kärnthen und Krain. Anspach 1784
- Anrede bei der Taufe eines Juden. Wien 1785
- Einige Charakterzüge des seeligen Herrn Ernst Friedrich Andreas Cnopfs. Wien 1789
- Rede über die Freiheit in äußern Religionsübungen, die Jesus den Christen gelassen. Wien 1789
- Predigt bei Veranlassung des Todes unsers geliebten Kaisers Josephs des Zweiten über Psalm 116. v. 15. am Sonntage Reminiscere in dem Bethause der hiesigen Augsburgischen Confessionsverwandten. Wien 1790
- Predigt über Psalm 46. Beruhigungsgründe der Vernunft und des Christenthums bei dem gegenwärtigen Kriege. Am 3ten Sonntage nach Epiphanias in dem Bethause der A. C. Verwandten in Wien vorgetragen. Wien 1790
- Sammlung einiger Kanzel-Vorträge. Wien und Leipzig 1791
- Gedächtnißrede auf den Höchstseligen Kaiser Leopold den Zweiten über Luc. 12 v. 42. 43. 44, den 18ten März 1792 in dem Bethause der Augsburgischen Konfessions-Verwandten zu Wien gehalten. Wien 1792
- Zwei öffentliche Religions-Vorträge über die ächte Bürgertreue: in dem Bethhause der Augsburgischen Confessionsverwandten zu Wien gehalten. Wien 1793
- Zwei öffentliche Religionsvorträge, veranlaßt durch die gegenwärtigen Zeitumstände. Würzburg 1794
- Anleitung zur gründlichen Erkenntniß der christlichen Religion: zum Gebrauch in den Schulen der Augsburgischen Confessions-Verwandten in den Kaiserl. Königl. Erblanden. Wien 1796
- Anreden und Gebete bey der feierlichen Confirmation der Kronprinzessin Caroline von Dännemark, Norwegen etc. Heidelberg 1809
- Fragen über die Lehren und Vorschriften der Religion Jesu: als Leitfaden bei dem Vorbereitungs-Unterrichte der Confirmanden. Kiel 1810